# Isabella Lugoski-Karle
Isabella Lugoski-Karle (ur. 2 grudnia 1921 w Detroit, zm. 3 października 2017 w Arlington) – amerykańska chemiczka i krystalograf polskiego pochodzenia.

## Życiorys
Urodziła się w rodzinie polskich imigrantów. Żyjąc w lokalnej polonijnej społeczności nie znała języka angielskiego, dopóki w wieku 7 lat nie poszła do szkoły. W domu matka uczyła ją czytania, pisania i matematyki.
Mimo cudzoziemskiego pochodzenia i trudnych warunków materialnych bez kłopotów radziła sobie w szkole. Gdy rozpoczęła naukę chemii w szkole średniej, postanowiła poświęcić się tej nauce. Mając stypendium za dobre wyniki w nauce, wstąpiła na Uniwersytet Michigan, gdzie zdobyła licencjat (BSc) w 1941, tytuł magistra (MSc) w 1942 oraz doktorat (PhD) w 1944.
W czasie studiów poznała Jerome'a Karle'a (siedział obok niej w laboratorium, ponieważ miejsca przydzielano alfabetycznie), którego poślubiła w 1942.

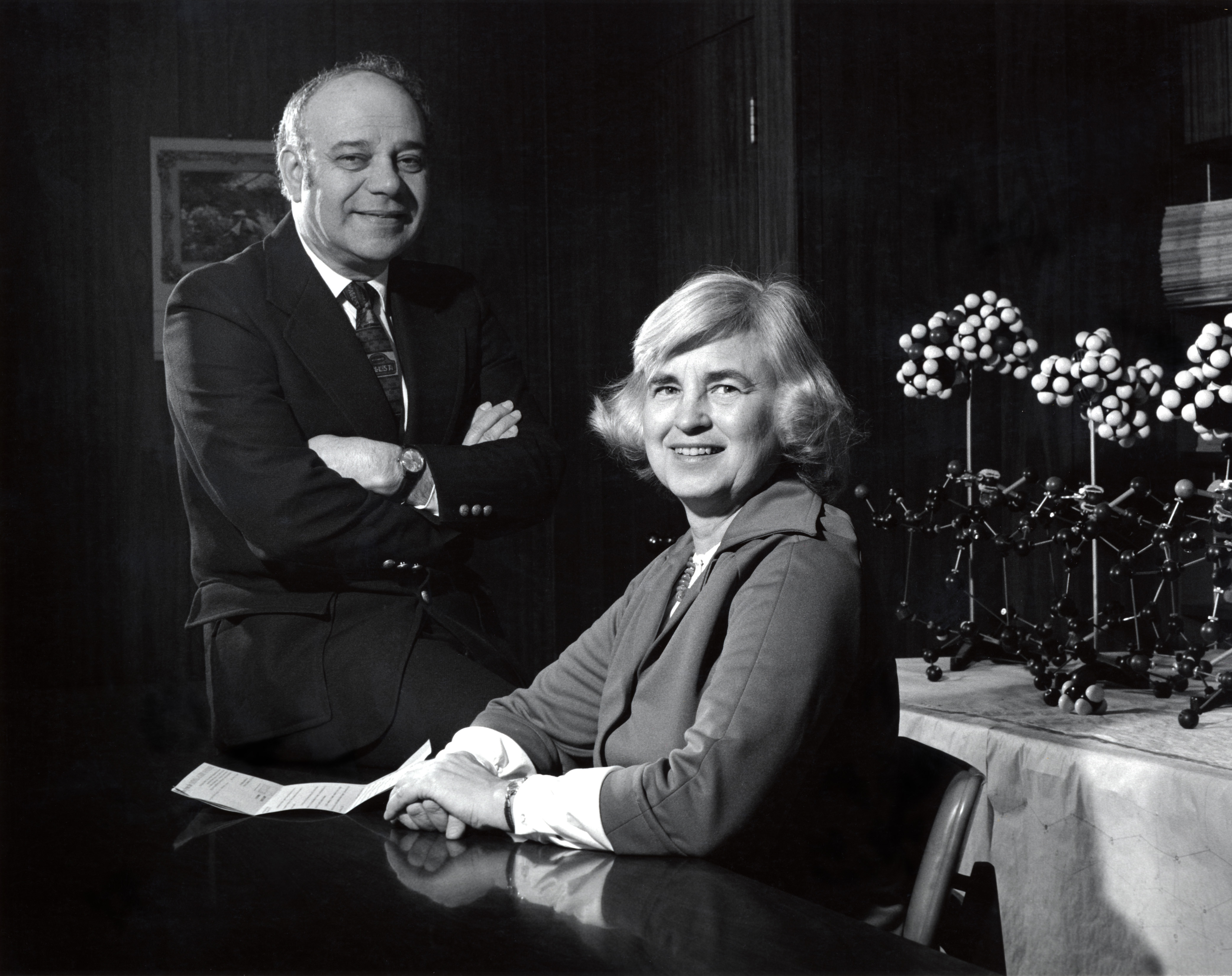
Jerome i Isabella Karle

W czasie wojny oboje pracowali w Projekcie Manhattan. W 1946 oboje znaleźli zatrudnienie w Naval Research Laboratory (NRL) w Waszyngtonie. Badali tam dyfrakcję elektronów oraz promieniowania rentgenowskiego. Doprowadziło ich to do określania struktury cząsteczek na podstawie dyfrakcji promieniowania rentgenowskiego (Symbolic Addition Procedure – procedura dodawania symboli). Te odkrycia przyczyniły się do otrzymania Nagrody Nobla przez Jerome Karle w 1985.
Opublikowała ponad 250 prac naukowych. Science Citation Index umieszcza ją pośród 1000 najczęściej cytowanych naukowców na świecie.
Małżonkowie odeszli na emeryturę z NRL w 2009.
Isabella Karle zmarła w 2017 z powodu guza mózgu.

## Nagrody
Isabella Karle była laureatką licznych nagród naukowych, między innymi: Bower Award and Prize, National Medal of Science, Secretary of the Navy Distinguished Achievement in Science Award, Admiral Parsons Award of the Navy League.
W 1976 American Chemical Society przyznało jej Garvan Medal.
Należała do organizacji i stowarzyszeń naukowych, takich jak National Academy of Sciences, American Academy of Arts and Sciences oraz American Philosophical Society.
Honorowe doktoraty przyznały jej Uniwersytet Michigan (1976), Wayne State University (1979), University of Maryland (1986) i Georgetown University (1984), a w 2002 także Uniwersytet Jagielloński.

## Życie prywatne
Ojciec jej był malarzem pokojowym, a matka szwaczką. Miała trzy córki. Dwie z nich zostały naukowcami w dziedzinie chemii (średnia, Jean Marianne, opublikowała kilka prac wraz ze swą matką). Najmłodsza córka jest geologiem i była zatrudniona w Smithsonian Institution.